# Municipio de Logan (condado de Lyon)
El municipio de Logan (en inglés: Logan Township) es un municipio ubicado en el condado de Lyon en el estado estadounidense de Iowa. En el año 2010 tenía una población de 338 habitantes y una densidad poblacional de 3,68 personas por km².

## Geografía
El municipio de Logan se encuentra ubicado en las coordenadas 43°23′22″N 96°23′20″O / 43.38944, -96.38889. Según la Oficina del Censo de los Estados Unidos, el municipio tiene una superficie total de 91.9 km², de la cual 91,89 km² corresponden a tierra firme y (0,01 %) 0,01 km² es agua.

## Demografía
Según el censo de 2010, había 338 personas residiendo en el municipio de Logan. La densidad de población era de 3,68 hab./km². De los 338 habitantes, el municipio de Logan estaba compuesto por el 97,93 % blancos, el 1,78 % eran de otras razas y el 0,3 % eran de una mezcla de razas. Del total de la población el 3,25 % eran hispanos o latinos de cualquier raza.